# Мемедов Агасі Агагюль-огли
Агасі Агагюль-огли Мемедов (нар. 1 червня 1980, Баку, Азербайджанська РСР) — турецький і азербайджанський боксер, бронзовий призер Олімпіади 2004, чемпіон світу (2003), чемпіон Європи (2000).

## Боксерська кар'єра
До 2002 року Агасі виступав за турецьку збірну під ім'ям Агасі Агагюль-огли. У 2000 році він переміг на чемпіонаті Європи і брав участь в Олімпійських іграх 2000, де програв майбутньому чемпіону Гільєрмо Рігондо.
На чемпіонаті світу 2001 дійшов до фіналу, де знов програв Гільєрмо Рігондо.
Після цього Агасі повернувся до Азербайджану і виступав надалі під ім'ям Агасі Мемедов.

### Чемпіонат світу 2003
У чвертьфіналі переміг Сохіба Усарова (Таджикистан) — 18-10
У півфіналі переміг Детеліна Далаклієва (Болгарія) — 21-15
У фіналі переміг Геннадія Ковальова (Росія) — 17-8

### Виступ на Олімпіаді 2004
У першому раунді змагань переміг Хоель Брункер (Австралія) — RSC
У другому раунді змагань переміг Детеліна Далаклієва (Болгарія) — 35-16
У чвертьфіналі переміг Максима Третяка (Україна) — 32-12
У півфіналі програв Ворапой Петчкум (Таїланд) — 19-27